# 삼산역 (서천)
삼산역(Samsan station, 三山驛)은 옛 장항선의 역이다. 2006년 6월 23일에 폐역되었다.

## 역명 유래
1914년 삼수(三水)와 길산(吉山)의 이름을 따서 삼산리(三山里)라고 한데서 유래하였다.

## 역사
- 1930년 10월 22일: 역원배치간이역으로 영업 개시
- 1943년 12월 5일: 폐역
- 1965년 9월 21일: 무배치간이역으로 영업 재개[1]
- 1967년 9월 1일 : 을종승차권 대매소로 지정[2]
- 1998년 12월 1일 : 장항선 전구간 비둘기호 운행중단
- 2004년 4월 1일 : 장항선 통일호 운행중단
- 2004년 7월 16일: 여객취급 중지[3]
- 2006년 6월 23일: 폐역[4]

## 참고 문헌
1. ↑  철도청 고시 제168호(1965.09.13)
2. ↑  대한민국관보 철도청고시 제351호, 1967년 8월 29일
3. ↑  대한민국관보 철도청고시 제2004-30호, 2004년 7월 16일
4. ↑  대한민국관보 철도청고시 제2006-215호, 2006년 6월 23일